# Морозов, Сергей Павлович
Серге́й Па́влович Моро́зов — российский врач-рентгенолог, радиолог, профессор, доктор медицинских наук, организатор здравоохранения.

## Биография и карьера
Сергей Морозов родился 10 марта 1979 года в Москве. В 2002 году с отличием окончил факультет подготовки научно-педагогических кадров Московской медицинской академии им. И. М.Сеченова по специальности «Лечебное дело». В 2002–2004 гг. прошел профессиональную подготовку по лучевой диагностике и рентгенологии на базе ММА им.И. М.Сеченова и Московского государственного медико-стоматологического университета имени А. И. Евдокимова. Стажировался в США (University of Illinois in Chicago, Memorial Sloan-Kettering Cancer Center), Норвегии (Oslo University), Италии (Universita La Sapienza).
В 2004 году защитил диссертацию на звание кандидата медицинских наук по функциональной магнитно-резонансной томографии, в 2010 году – диссертацию на звание доктора медицинских наук по лучевой диагностике в ортопедии. В 2006 году окончил магистратуру Гарвардской школы общественного здоровья (Бостон, США), в 2013 году – магистратуру РАНХиГС по специальности «Экономика и управление предприятием». В 2015 году получил звание профессора по специальности «Лучевая диагностика, лучевая терапия». В 2017 году прошел сертификацию Общества медицинской информатики и визуализации (SIIM CIIP – Сertified Imaging Informatics Professional).
Работал в качестве врача-рентгенолога в отделе лучевой диагностики ММА им. И. М. Сеченова, в 2007–2013 гг. возглавлял отделение рентгеновской диагностики и томографии Центральной клинической больницы с поликлиникой. С 2004 года преподавал на кафедре лучевой диагностики и лучевой терапии Первого МГМУ им. И. М. Сеченова в качестве ассистента, доцента, профессора кафедры. С 2013 года занимал должность ректора Медицинской школы и заведующего отделением лучевой диагностики EMC. С декабря 2015 по апрель 2022 года руководил Центром диагностики и телемедицины Департамента здравоохранения города Москвы.
В 2016–2018 гг. возглавлял Европейское общество информатики и медицинской визуализации. С 2015 по 2022 годы – главный внештатный специалист по лучевой диагностике Департамента здравоохранения города Москвы (с 2019 года – по лучевой и инструментальной диагностике). Занимал этот посл по март 2022 года. Председатель экспертной группы по аттестации врачей по специальностям «Радиология», «Ультразвуковая диагностика», «Рентгенология». С 2017 по 2022 год - главный внештатный специалист Минздрава по лучевой диагностике в Центральном федеральном округе.
До 2022 года - председатель Московского регионального отделения Российского общества радиологов и рентгенологов (МРО РОРР). Основатель национальной школы «Менеджмент в радиологии»  (MIR) и одноименного международного саммита. Член профильных комитетов Европейского общества радиологов (European Society of Radiology). Член экспертного совета Московского Международного медицинского кластера («Сколково»).
Соорганизатор и академический директор дипломной образовательной программы бизнес-школы «Сколково» «Управление в здравоохранении: лидеры изменений». Член редколлегии журналов «Диагностическая и интервенционная радиология», «Журнал телемедицины и электронного здравоохранения», «Медицинская визуализация».
В мае 2022 года принял предложение о работе в должности Директора по инновациям бельгийской компании, специализирующейся на ИТ-решениях для радиологии.

## Научная и практическая деятельность
Автор и соавтор более 250 научных работ, монографий и учебных пособий, 28 патентов и авторских свидетельств. Российский индекс научного цитирования (SPIN-код) – 8542-1720. Под руководством Сергея Морозова защищены 5 кандидатских диссертаций.
Один из инициаторов и авторов действующих в России с 2021 года правил проведения рентгенологических исследований, также принимал участие в разработке новых правил проведения ультразвуковых исследований, профессионального стандарта «Рентгенолаборант» и методических рекомендаций по лучевой диагностике COVID-19.
Организатор пилотных проектов «Московский НДКТ-скрининг рака легкого» и «Московский скрининг рака молочной железы». Создатель Всероссийского рейтинга отделений лучевой диагностики, который ежегодно проводится с 2018 года. В 2016–2018 годах участвовал в организации системы доступной ПЭТ/КТ-диагностики.
Соавтор и соредактор руководства «Искусственный интеллект в медицинской визуализации» (Artificial Intelligence in Medical Imaging), изданного Springer Science+Business Media, – подробного обзора эволюции применения искусственного интеллекта в радиологии, технологических предпосылках и влиянии новых и развивающихся технологий на медицинскую визуализацию. Инициатор выпуска и соавтор российского руководства «Основы менеджмента медицинской визуализации».
Сторонник цифровой трансформации здравоохранения, автоматизации диагностики, развития и внедрения в клиническую практику инновационных технологий и методов, использования больших данных в медицине.
Инициатор разработки Единого радиологического информационного сервиса и проведения московского Эксперимента по внедрению инструментов компьютерного зрения в лучевую диагностику. В 2019 году пилотировал проект по оснащению поликлинических отделений лучевой диагностики системами распознавания речи. В 2020 году организовал на базе Центра диагностики и телемедицины Московский референс-центр лучевой диагностики – первый в России телемедицинский рентгенологический центр, организованный в системе государственного здравоохранения.
Руководитель научной группы Центра диагностики и телемедицины, собравшей крупнейший в мире датасет обезличенных КТ-исследований органов грудной клетки пациентов с лабораторно подтвержденным COVID-19.

## Звания и награды
- Статус «Московский врач» по специальности «Лучевая диагностика (рентгенология)»[29]
- Кавалер Ордена Пирогова за вклад в борьбу с COVID-19[30]
- Трехкратный лауреат Премии Правительства Москвы в области медицины[31],[32],[33]
- Звание «Человек года – 2016» в области здравоохранения[34]

## Публикации
- Отчет Европейского общества радиологов (ESR)/ Европейского респираторного общества (ERS) по скринингу рака легкого[35]
- Моделирование процессов диффузии в магнитно-резонансной томографии[36]
- Трехмерное описание расположения угловой артерии в носогубной складке[37]
- Ход угловой артерии в средней трети лица: значение для хирургических и малоинвазивных процедур[38]
- Количественные параметры МРТ ПЭТ/КТ с 18 F-ФДГ в прогнозировании исхода и молекулярного типа рака молочной железы: первое исследование[39]
- Потеря объема свода черепа и старение лица: исследование на основе компьютерной томографии[40]
- Связь между реконструкцией кости и вращением лицевого скелета по часовой стрелке: оценка на основе компьютерной томографии[41]
- Возрастные и гендерные различия лобной кости: исследование на основе компьютерной томографии[42]
- Телемедицинская система контроля качества и экспертной оценки в радиологии[43]